# Zitakirche
Zitakirche bzw. Zitakapelle sind nach der italienischen Heiligen Zita benannte Kirchengebäude. Die meisten Kirchen mit diesem Patrozinium gibt es in Italien.

## Bekannte Kirchengebäude
| Name                                                   | Ort                                                      | Baujahr                     | Bild |
| ------------------------------------------------------ | -------------------------------------------------------- | --------------------------- | ---- |
| Chiesa di Nostra Signora Assunta e Santa Zita          | Genua                                                    | 1893–1929                   |      |
| Zitakapelle                                            | Lucca, Italien, Seitenkapelle San Frediano mit Reliquien | 1278, mehrmals überarbeitet |      |
| Oratorio del Rosario di Santa Cita                     | Palermo, Italien, neben der Kirche Santa Cita            | 17. Jahrhundert             |      |
| Santa Cita                                             | Palermo, Italien                                         | 14. Jahrhundert             |      |
| Chiesa di Nostra Signora del Suffragio e di Santa Zita | Turin                                                    | 1866                        |      |
| Zitakapelle                                            | Cima di Vezzana                                          | 1917, wiedererrichtet 2008  |      |